# 英国国防科技实验室
英國國防科技實驗室（英語：Defence Science and Technology Laboratory, Dstl）是英國國防部的執行機構。其成立之主要目的是“最大限度地發揮科學技術對英國國防和安全的影響”。該機構由保羅·霍林斯黑德（Paul Hollinshead）擔任首席执行官，董事會主席為阿德里安·貝爾頓（Adrian Belton）。 由國防採購國務大臣承擔部長級職責。

## 歷史
英國國防科技實驗室是在2001年7月國防評估及研究署拆分後成立。設立宗旨是為了開展可在政府內部完成的科學技術工作，而可由工業界完成的工作則轉移給國營的國防科技公司Qinetiq負責。

## 外部連結
- 官方网站